# Cimber Sterling
Cimber Sterling è stata una compagnia aerea con sede a Sønderborg in Danimarca e base operativa nell'Aeroporto Kastrup di Copenaghen. Visibilmente ereditava il nome di due distinte ma importanti aerolinee danesi: Cimber Air Service e Sterling Airways A/S.
La prima era stata fondata, addirittura nell'agosto 1950, dal defunto capitano Ingolf Nielsen per trasporto feriti ed ammalati. Adottato un nuovo nome nel 1953 iniziava i voli di linea nel 1966 fino a diventare uno dei maggiori vettori regionali di tutta la Scandinavia. Nel maggio 1998 SAS acquistava il 26% delle azioni ma nel marzo 2003 lo rivendeva alla finanziaria Cimber Air Holding.
Sterling Airways era nata per iniziativa di un intraprendente pastore protestante: voli charter per Europa e Mediterraneo a partire dall'estate 1962 fino alla cessazione nel 1993. Ricostituita come Sterling European Airways alla fine del 1993 riprendeva i voli a domanda e, dall'autunno 2000, anche collegamenti regolari. Nel settembre 2005 si univa a Maersk Air per dar vita a Sterling Airlines A/S, cessando però le attività tre anni più tardi.

## Storia
La società fu costituita nei primi giorni del gennaio 2009 dall'unione tra Cimber Air Service e Sterling Airlines A/S, con l'intento dichiarato di sfruttare due nomi ben conosciuti dall'utenza. I voli di linea furono inaugurati il giorno 14 dello stesso mese con una flotta che oscillava tra aviogetti a medio raggio e turboelica per i trasporti regionali.
Le difficoltà economiche iniziarono a manifestarsi dopo la crisi finanziaria degli U.S.A. nel 2008. Non per niente nell'agosto 2011 Mansvell Enterprises investì acquistando prima il 70,8% del pacchetto e, successivamente, il rimanente 29,8% da azionisti minori. L'atmosfera si stava comunque rarefacendo. Il 3 maggio 2012 la compagnia aerea cessava le operazioni dichiarando subito dopo bancarotta.

## Flotta

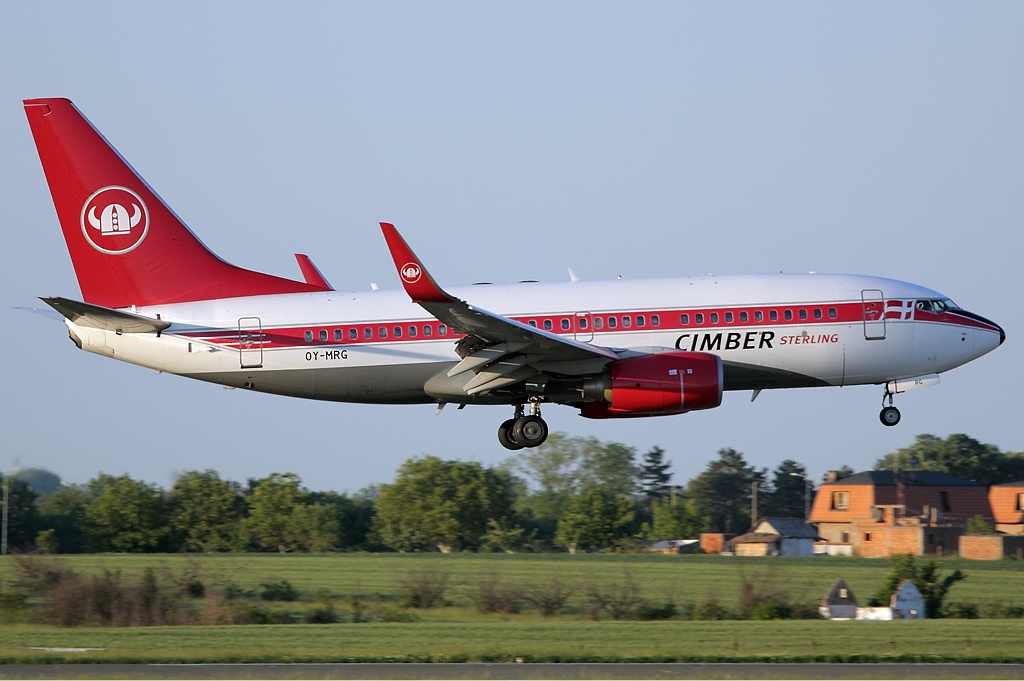
Un Boeing 737-700, l'aereo di maggiori dimensioni della flotta

La flotta di Cimber Sterling era composta dei seguenti velivoli: